# 謙禧
宗室謙禧（穆麟德轉寫：kiyan hi，1830年9月14日—1890年6月26日，道光十年七月二十八日戌時—光緒十六年五月初十日寅時），正紅旗滿洲扎隆阿佐領下人，遠支宗室正紅旗第一族毓字輩，鎮國將軍春英第二子，清朝官員、將領。封爵二等輔國將軍，官至都統。

## 生平
咸豐五年（1855年），因捐輸糧米，賞給二等侍衛。七年十二月（1858年），於圓明園正大光明殿考試應封宗室，應封三等輔國將軍，八年（1858年）二月初五日，宗人府引見後准予封爵。
同治（1862年），隨同正白旗漢軍副都統遮克敦布在直隸省大名府東明縣沙國寺攻克響應捻匪的李遷起事，因功升授一等侍衛。二年（1863年），謙禧在直隸、山東省境的景州出力剿辦馬賊，直隸總督劉長佑保奏，奉旨賞加副都統銜。二年十二月（1864年），父親春英去世，謙禧襲封二等輔國將軍。
三年（1864年）六月，因陝甘回亂，謙禧奉旨發往督辦甘肅軍務西安將軍都興阿軍營效力。四年（1865年）四月，回民軍竄擾黃河兩岸，謙禧隨官兵分頭進剿，大捷，陣斬回軍首領孫義保，並掃蕩餘黨；八月，經將軍都興阿保奏，奉旨以副都統記名簡放。
五年（1866年）八月，又因為圍攻寧夏府城、收復寧靈有功，經寧夏將軍穆圖善保奏，獲得褒賞一品頂戴。六年（1867年）冬季，甘肅河州東部東鄉的回民據陳莊、馬莊起事，謙禧隨官兵進剿，將洮河以東叛軍全部肅清。七年（1868年）春季，渡河向西清剿，摧毀陳、馬二莊。六月初三日，上諭以謙禧暫署寧夏副都統，恩加一級。八年（1869年）正月，以洮河戰績，賞給「奇成額巴圖魯」勇號。十年（1871年）四月，實授寧夏副都統。十一月，謙禧奏請讓兒子靈熙請假到寧夏幫辦家務，遭到否決。十二月，寧夏將軍穆圖善奏請獎勵同治七年、八年間回亂屢次圍困寧夏滿漢兩城、平羅、中衛時作戰守禦出力官員將弁，謙禧獲得褒獎。
十一年（1872年）二月，靈熙向宗人府請假三個月護送眷屬到寧夏獲准。十二月，謙禧奏准將靈熙留於寧夏幫辦家務。謙禧並教習靈熙滿語、弓馬騎射。十二年（1873年）六月，謙禧因籌辦糧草出力，烏里雅蘇臺將軍金順奏保；十二月，交部議敘，給予軍功加一級。隨即因丁母憂解任，回京奔喪。十三年（1874年）正月初十日，百日服闕，覲見同治帝，召見二次。十九日，上諭謙禧回任寧夏副都統。六月，回到寧夏。十二月，寧夏將軍克蒙額奏保謙禧「在寧夏數年，籌辦城防、督隊剿賊，備嘗辛苦，該副都統不敢仰邀議敘，請將伊子靈熙獎勵」，上諭賞授靈熙三等侍衛以示鼓勵。
光緒元年（1875年），因光緒帝登極恩詔，加一級。二年（1876年）二月，上諭賞給次孫文瀛六品廕生。三年（1877年）二月，因罹患肝病，請假一個月，並因在任再次屆滿三年，循例奏請回京陛見。六月，抵達北京，受兩宮召見訓誨一次，並請假一個月處理母親喪事。八月初三日，回任前再度請訓，受召見一次，諭旨命謙禧回寧夏副都統任。十月，返抵寧夏。七年（1881年）八月，升調察哈爾都統，十二月到任。
八年（1882年）正月，奏報整頓稽查廢員情形，視察張家口時發現該地居民五方雜處、良莠不齊，有些在臺站效力的革職官員不安本分，擅自離開臺站，潛逃進入關口、聚賭藏匿，為避免滋生事端，飭令各地方官嚴加搜查，不得容留革員在關內，並令管理臺站的兵部司員認真稽查，將革員驅逐出口、赴臺站當差，抗命不遵者則捉拿送交刑部審辦。二月，謙禧奏請派員巡邏口外，並因察哈爾口外地區遼闊，開墾荒地的移民漸多，但深山曠野容易藏匿奸民，馬賊出沒，搶案層出不窮，前任都統督派兩翼統巡總管帶領官兵巡邏緝捕，尚未審結與陸續捕獲盜犯的案件，限承審官員於一個月內完成審理、按奏定新法治罪。謙禧又以張家口為京師屏障，各方軍民雜處，兼有吉林軍駐紮，卻無城垣，外來無業遊民容易聚集，夜間結夥行竊，與察哈爾副都統永德商討對策、飭令總管及練營官兵嚴加巡查搜捕，並奏請委派記名副將左翼滿洲協領王璞為統巡，協同地方官兵加強巡查張家口上下二堡及張家口附近一帶，以抑制盜竊風氣。四月，奏報校閱精銳營槍砲隊演習陣型，自同治十三年由天津軍器所製造配發的四輛四輪車砲已使用八年，經常在沙漠地區演練導致砲車與鞍套等配件損壞不堪，而張家口缺乏相關技術工匠，咨商直隸總督李鴻章後計畫將砲位解送天津，換領新砲，所需工料費用由歲收茶馬釐金撥用，獲准。
九月，因張家口為各省商人採買官馬、農用騾馬的馬市總匯，而南方發生天災導致經濟蕭條，張家口馬匹滯銷，馬價大跌，有商人買馬宰殺賣肉圖利者，謙禧奏請重申禁止宰殺牛馬之例，並要求直隸、山西一併查禁。又奏陳豐鎮廳、寧遠廳毗鄰察哈爾右翼四旗游牧，地域遼闊，未經會勘丈量，卻已有漢人開墾大量土地，各旗蒙古長期慣於漢習，也私自開墾游牧土地，如查明是窮困部族，經申請由察哈爾都統衙門發放種子、銀兩，自行耕種、數量不多者，免予繳納押荒銀；開墾數量多者，清丈劃分地界，繳納押荒銀，發給部照，定相當年限後照例升科；如有漢民、蒙人互相爭執刁難，則一律平毀田地，以求相安無事，避免激生事端。又因勘查土地過於廣闊，另委派右翼蒙古防禦經文、牛羊群副總管圖新巴雅爾委固山達烏呢巴圖等官員前往與山西巡撫張之洞派遣委員會勘，直隸、山西各縣、廳設官治理事項則與署直隸總督張樹聲、山西巡撫張之洞咨商後具奏。十一月，上諭召謙禧回京候旨簡用。九年（1883年）六月，署理青州副都統。
十年（1884年）四月，授熱河都統，六月，回京請訓，受召見二次。七月，到熱河任。九月，奏陳理藩院派駐熱河辦事員外郎格圖鏗額熟悉滿蒙情形、通曉滿蒙語文，此前多倫諾爾廳盜匪竄入熱河、侵擾圍場廳、赤峰縣、豐寧縣格圖鏗額悉心經辦一切剿捕事務，雖事已平定，駐兵尚未撤防，仍續行搜查；平日辦理文書、審理刑案、協調蒙漢交涉，都做到明白公允、無枉無縱，目前清理積案事務繁忙，不宜換人，雖已出差三年期滿，仍奏請延長留駐一年，以利政務進行。此前，克什克騰旗魚泡子地區有盜匪首領楊長清於五月間聚眾多人謀反，滋擾圍場廳，當地蒙古各旗呈請緝捕，前任都統繼格選派綠營兵弁、古北口練軍與各旗派出蒙古兵前往剿捕，謙禧到任後指揮各軍堵截，二個月內肅清，謙禧奏保翁牛特扎薩克杜棱郡王贊巴勒諾爾布等王公官員辛勞協力剿捕，請交理藩院從優議敘。
十一年（1885年）四月，謙禧遵旨保薦人才，以道員銜承德府知府嵩林「持身謹飭、辦事勤能」，五品銜刑部主事陳慶萱「器識宏通、體用兼備」，若用為道員便可各盡長才，熱河右翼協領穆哈廉「才長識卓、膽略兼優」，若用為專城副都統則可整飭軍紀、拒敵致勝。十二月，奏報整頓並派員查驗避暑山莊環繞宮牆的三十九處堆撥，擬定新章程，獎勵官兵認真巡守，並因天氣嚴寒，每處堆撥駐兵賞銀四兩作為激勵，按名發放避免剋扣，勤奮當差者則額外獎賞。
十二年（1886年）二月，熱河道衡峻因病開缺，謙禧奏准以承德知府嵩林就近護理。八月，奏報於七月十四日至十七日，熱河一帶連日大雨，旱河、武烈河暴漲，堤岸潰決、沖擊街道，商鋪民房多數淹沒，都統衙門、總管衙門地勢低窪，水淹至四尺高，全城兵民向高處避難，無人罹難，但旗營兵舍已多數坍塌，謙禧令轄下協領、佐領將兵民就地安置，並查河堤年久失修、河底泥沙淤積，冒雨搶堵效果有限，且經費不足，謙禧捐出養廉銀撫恤兵丁，待查明坍塌房屋間數及籌修方式後再另行奏報。十一月，監察御史謝祖源彈劾知府嵩林有貪汙、縱容家丁索賄等罪，上諭斥責謙禧保舉不實，交部議處革職留任；又因附片具奏勘估避暑山莊宮牆、泊岸工程摺內有寫錯字，一併議處，罰俸一個月，准予抵銷。隨後因奏參協領文桂署任圍場總管任內有筆帖式玉堂囑託領員富魁支領格外開銷銀三百兩，藉端開銷公款，自請處分，經部議罰俸六個月，且因措詞含糊、未詳細敘明，再罰俸三個月，抵銷紀錄後共計罰俸四個月。又因「守護園庭禁地官員不加巡守，以致被賊竊去御用物件」，被議處降二級留任、罰俸一年，上諭抵銷加級、軍功紀錄，免降級罰俸。十三年（1887年）九月，順應屬下工程局委員知府陳慶滋、熱河道德克精厄、承德府知府廷杰等官民稟請，奏請將武烈河河神加封將軍封號。十一月，奏請頒發匾額給圍場唐三營龍王廟。
十四年（1888年）二月，奏言熱河所屬府廳州縣及蒙古各旗幅員遼闊、山岔紛歧，為逃犯藏匿、馬賊土匪出沒的淵藪，如防範不周就可能一發不可收拾，因此督促下屬認真搜捕，自光緒十一年正月至十三年十二月共緝獲盜犯一百三十八人，經會審確認為凶暴賊匪、糾眾拒捕者，都已先後依奏定章程就地正法並呈報中央，並將三年間地方文武及蒙古官員捕到有功者開列清單奏請褒獎獲准。五月，因前任都統麒慶奏請，經吏部議准，熱河各州縣官員改為滿、漢兼用，謙禧考查俸滿出缺的圍場廳、平泉州、建昌縣、赤峰縣前後各官員僅二人能力不足勝任，且熱河州縣政務繁雜、必須選任文理優異者，奏請由吏部揀選文進士、舉人出身者滿漢各二人分發至熱河等候差委。八月，奏請將平泉州龍神列入官方祀典、頒給匾額。因江蘇、安徽水災，謙禧在熱河勸捐籌款，並捐出養廉銀一千兩解送天津籌賑局轉交兩省賑濟，直隸總督李鴻章於十二月奏稱謙禧「慷慨恤鄰，力維義舉」，請將所捐銀兩照數獎勵謙禧幼孫文灝。
十五年（1889年）三月，光緒帝親政，為慈禧太后加徽號，恩詔將王公、文武官員曾受處分革職留任、降調留任者，不論公罪私罪一律開復，謙禧專摺謝恩。四月，奏報承辦戶部追賠光緒十二年以前承德府歷任官員短徵五行斗稅銀兩，對現任奉天府府尹裕長、大名府知府國鈞、候補知州文卜年、張繼良勒限催賠，其中裕長遵照〈三海認工章程〉赴內務府繳清，國鈞應限三年內賠一萬八千四百餘兩，文卜年限一年內賠一百餘兩，張繼良限一年內賠四百餘兩。五月，上奏表示宮倉收放米石，一向是內務府苑丞等官員監督辦理，現在承德府知府前往監試，仍由都統委任辦事司員、印務協領及候補州縣等官員前往米倉稽查，後來經前任都統三等承恩公崇綺嚴格改定兵米章程，每次遇到各米商交米，先將米樣分送各衙門查看，驗明米色可以食用，於三日開倉兌收，都統、總管帶領道員、知府、司員等赴倉放米時也都按照此方式辦理。但如果日久鬆懈，開倉時只呈交查驗米樣，都統、總管都不親自前往米倉，則所有收穫米石是否均屬潔淨、有無摻雜便無從得知，若不設法整頓，恐怕滋生弊病，奏請除斛餘米石循照舊例，每屆十年盤查奏報外，宮倉收放米石、清掃廒底土米，應如何稽查變通，待會同熱河總管酌核情形、妥議章程後另外奏報辦理。六月，請假一個月，假滿回任治事。十二月，奏報傳聞熱河道德克精厄傳見屬下官員時，在衙署內發生承德府知府廷杰與已撤任的署理平泉州知州蓋永貞發生激烈口角，請將二人解任查辦，上諭應先查明口角原因、有無其他情節或弊端再具奏請旨。
十六年（1890年），因木蘭圍場敦仁鎮遠、協義昭靈二處神祠殿座、御座殿、阿哥所及值班房間，年久失修，坍塌漏水，經勘估後奏准籌款維修，又因圍場邊界土地遭到開墾，光緒三年時前任都統延煦奏准封禁，但十餘年間並無都統親自前往查看，謙禧於三月十三日帶印起程，帶司員姚延祺、協領根齡一同前往視察；都統衙門內日常公務委由熱河道恩良、刑部司員格圖鏗額、齊世名、印務協領穆哈廉代行，緊要事務則仍送到謙禧出差地點親自核辦。十六日，由圍場東邊伊遜柵門進入，查看敦仁鎮遠工程，十八日，行至中圍半截塔一帶就近查驗紅樁界址，損壞紅樁交由署理熱河總管永紹修補，二十日，行至圍場西邊布克柵門，並查看協義昭靈工程，所有圍場界內並無侵墾情形，途中也無盜匪出沒，二十四日返抵衙署。

## 家庭及關聯
下述資訊均出自《愛新覺羅宗譜》。
- 十一世祖父：清太祖（1559年—1629年）。
- 十一世祖母：清太祖元妃佟佳氏（1560年—1592年）。
- 十世祖父：禮烈親王代善（1583年—1648年），清太祖皇次子，功封禮親王，諡烈。
- 十世祖母：葉赫那拉氏，葉赫西城貝勒布寨之女，代善繼福晉。
- 九世祖父：穎毅親王薩哈璘（1604年—1636年），功封貝勒，管理禮部，追封穎親王，諡毅。
- 九世祖母：烏拉那拉氏，烏拉貝勒布占泰之女，薩哈璘嫡福晉。
- 八世祖父：順承恭惠郡王勒克德渾（1629年—1652年），薩哈璘次子，功封順承郡王，管理刑部，諡恭惠。
- 八世祖母：噶爾扎氏，公爵祜里泰之女，勒克德渾側福晉。
- 七世祖父：順承忠郡王諾羅布（1650年—1717年），勒克德渾三子，襲封順承郡王，官至杭州將軍，諡忠。
- 七世祖母：石氏，石達之女，諾羅布側福晉。
- 六世祖父：郡王品級錫保（1688年—1742年），諾羅布四子，封順承親王，官至正黃旗蒙古都統、左宗人、靖邊大將軍，因事革爵。
- 六世祖母：舒舒覺羅氏，三等侯偏圖之女，錫保嫡福晉。
- 五世祖父：順承恪郡王熙良（1705年—1744年），錫保長子，襲封順承郡王，官散秩大臣覺羅學總管，諡恪。
- 五世祖母：納喇氏，侍讀學士色爾登之女，熙良嫡福晉。
- 高曾祖父：順承恭郡王泰斐英阿（1728年—1756年），熙良長子，襲封順承郡王，官至正黃旗漢軍都統、左宗正，諡恭。
- 高曾祖母：沙濟富察氏，一等公散秩大臣傅文之女，泰斐英阿嫡福晉。
- 曾祖父：順承慎郡王恒昌（1753年—1778年），泰斐英阿四子，襲封順承郡王，諡慎。
- 曾祖母：馬佳氏，護軍校馬三泰之女，恒昌庶福晉。
- 祖父：順承簡郡王倫柱（1772年—1823年），襲封順承郡王，官宗室總族長、十五善射，諡簡。
- 祖母：張佳氏，郎中玉岱之女，倫柱嫡福晉。

### 父母
- 父：三等鎮國將軍春英（1808年—1863年），封三等鎮國將軍，官至涼州副都統。
- 嫡母：噶爾哈思氏（？年—1825年）[6]，阿拉善厄魯特旗公銜一等台吉和碩額駙雲敦策登之女，春英嫡妻。
- 生母：博爾濟吉特氏，科爾沁左翼中旗郡王銜貝勒鄂勒哲依圖之女，春英三繼妻。

### 兄弟
謙禧排行第二，有一兄、二弟。
- 謙成（1823年—1833年），嫡母嘎拉嘎斯氏所生，早卒，無嗣。
- 謙華（1838年—1917年），博爾濟吉特氏所生，封三等輔國將軍，官至三等侍衛。
- 謙安（1845年—1870年），博爾濟吉特氏所生，六品廕生，無嗣。

### 妻室
- 嫡妻：烏梁海濟爾默特氏，德勒格爾之女。
- 妾：楊氏，楊大之女。

### 子女
謙禧育有七子。
- 靈燾（1848年-1855年），嫡烏梁海濟爾默特氏所生，早卒，無嗣。
- 靈熙（1849年-1912年），嫡烏梁海濟爾默特氏所生，襲奉國將軍，官至興京副都統。
- 靈焄（1854年-1855年），嫡烏梁海濟爾默特氏所生，早卒，無嗣。
- 靈烈（1858年-？年），嫡烏梁海濟爾默特氏所生，無嗣。
- 靈森（1859年-？年），嫡烏梁海濟爾默特氏所生，無嗣。
- 靈甡（1880年-？年），庶楊氏所生，無嗣。
- 靈喆（1880年-？年），庶楊氏所生，無嗣。